# MailChimp
MailChimp és un servei de màrqueting per correu electrònic i el nom comercial del seu operador, una empresa dels Estats Units, fundada el 2001. A data de juny de 2014 s'enviaven mensualment més de 10 mil milions de correus electrònics en nom dels seus usuaris.
MailChimp va començar com a servei de pagament i va afegir l'opció freemium vuit anys més tard. Al principi s'anava a anomenar ChimpMail, però el nom va ser canviat després que l'empresa s'adonés que ja no podien usar aquest domini d'Internet.
El logo de l'empresa és un ximpanzé, i el web i les comunicacions inclouen diversos gràfics i ginys relacionats amb els ximpanzés.
MailChimp també va patrocinar el podcast Serial, sobre un cas d'assassinat en diversos episodis, del qual se'n van fer diverses paròdies (especialment el meme "MailKimp"). El rol de MailChimp com a patrocinador va originar que es fes un spoof del podcast durant un episodi de Saturday Night Live.

## Controvèrsia amb Mandrill
El febrer de 2016, MailChimp va anunciar la fusió amb el servei de correu electrònic transaccional Mandrill com un add-on o extensió, i va donar als clients 60 dies per canviar a l'estructura nova o per trobar una plataforma de servei alternativa. L'anunci va aixecar gran polseguera degut al cost econòmic requerit per usar MailChimp abans de poder comprar crèdits Mandrill, per la qual cosa els clients havien de pagar per dos serveis per accedir a Mandrill.
Anteriorment, els clients podien adquirir crèdits Mandrill per a enviar correus electrònics sense signar usant MailChimp. El preu dels crèdits era al principi de 9.95$ per 25,000 correus electrònics però va augmentar a 20$ per la mateixa quantitat de correus electrònics. A més de necessitar adquirir crèdits Mandrill, els clients necessiten pagar mensualment una quantitat mensual (pla mínim mensual de 10$), fins i tot si el client no té cap necessitat dels serveis de MailChimp i només vol accés a Mandrill. Mandrill està sent rebatejat com a MailChimp Transaccional.